# Skellig Michael
Skellig Michael (do gaélico Sceilig Mhichíl, que significa "rocha de Miguel"), é uma ilha adjacente à Irlanda, onde fica situado um mosteiro construído no ano 588, considerado como Patrimônio Histórico da Humanidade pela UNESCO em 1996. Está situada no Oceano Atlântico, a 8 milhas da costa do condado de Kerry (situa-se no sudoeste irlandês).
Situado numa borda estreita, aproximadamente 200 metros acima de água, o mosteiro menor é o mesmo que quando foi construído, há mais de 1400 anos. Este mosteiro está empoleirado numa elevação espectacular de Skellig Michael. Existem em Skellig Michael cerca de 500 pedras que foram postas no lugar original por monges e essas pedras conduzem a uma crista estreita que se chama a “sela de Cristo”.
Foi usado como cenário de Star Wars: Episódio VII - O Despertar da Força, última cena onde Luke se escondia. Também foi usada para gravar as cenas do próximo filme da série Star Wars: Episódio VIII - Os Últimos Jedi.

## Galeria

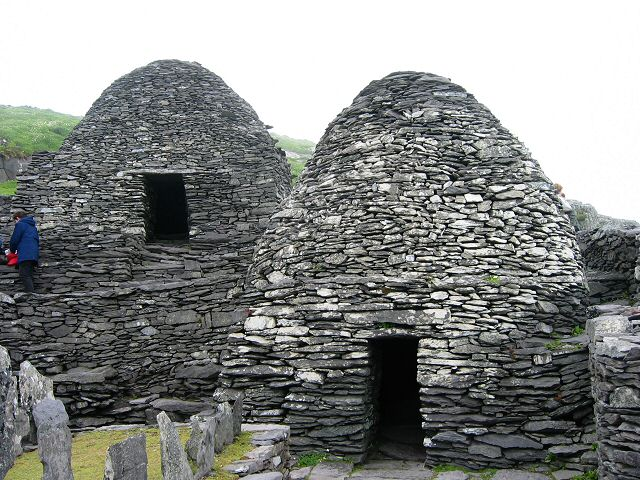
O mosteiro.
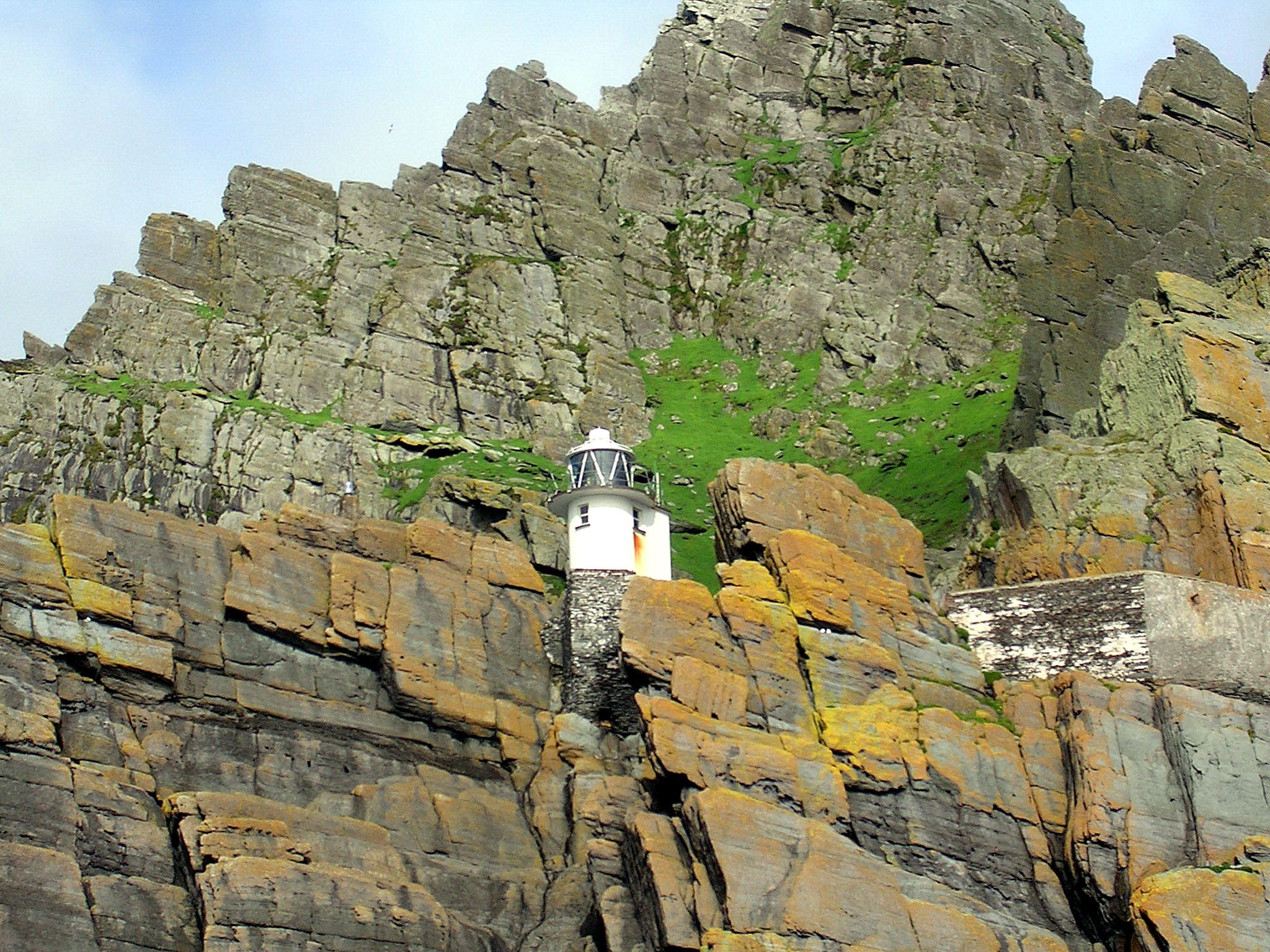
O farol.
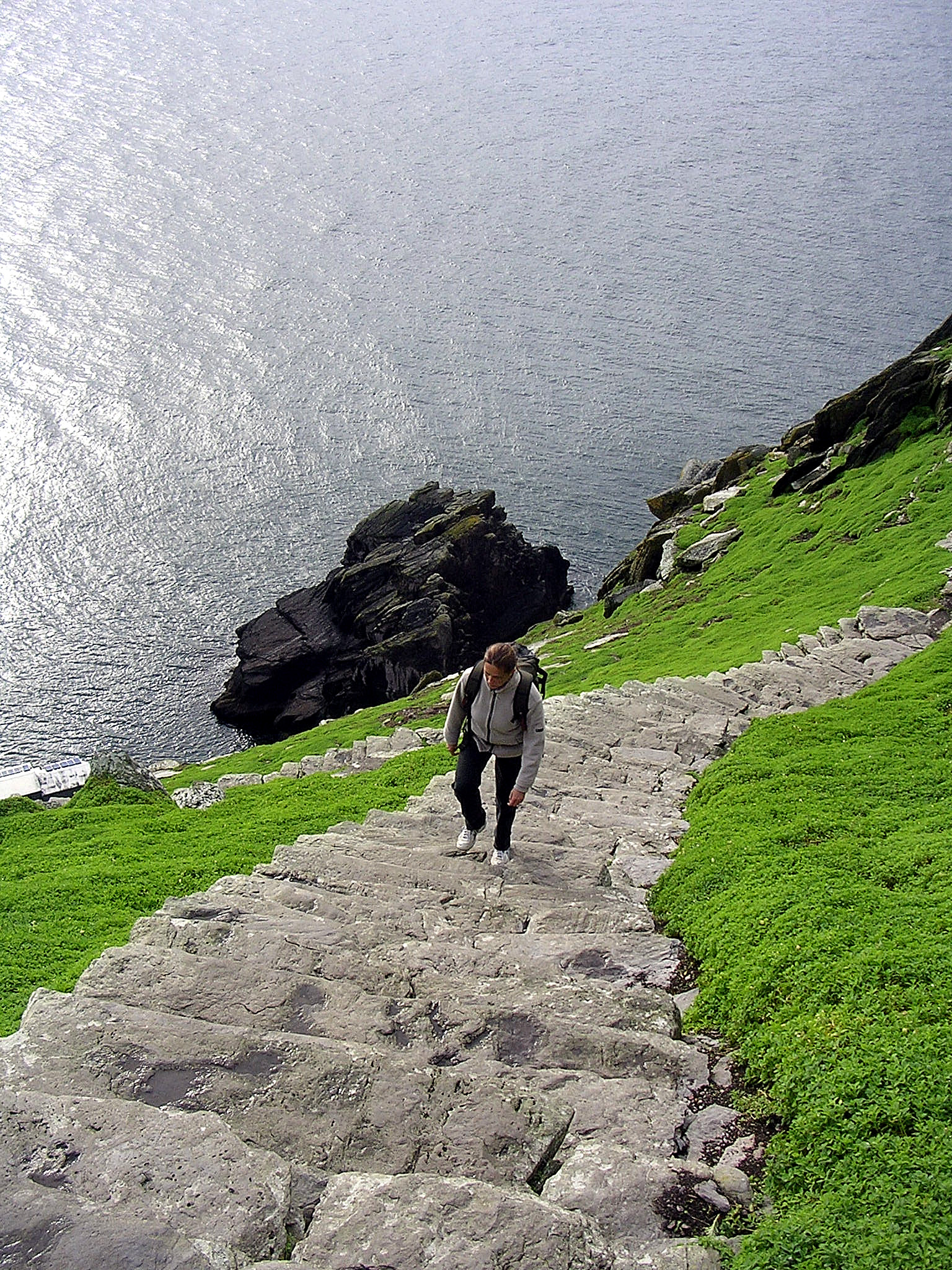
Escadas para subir ao mosteiro.
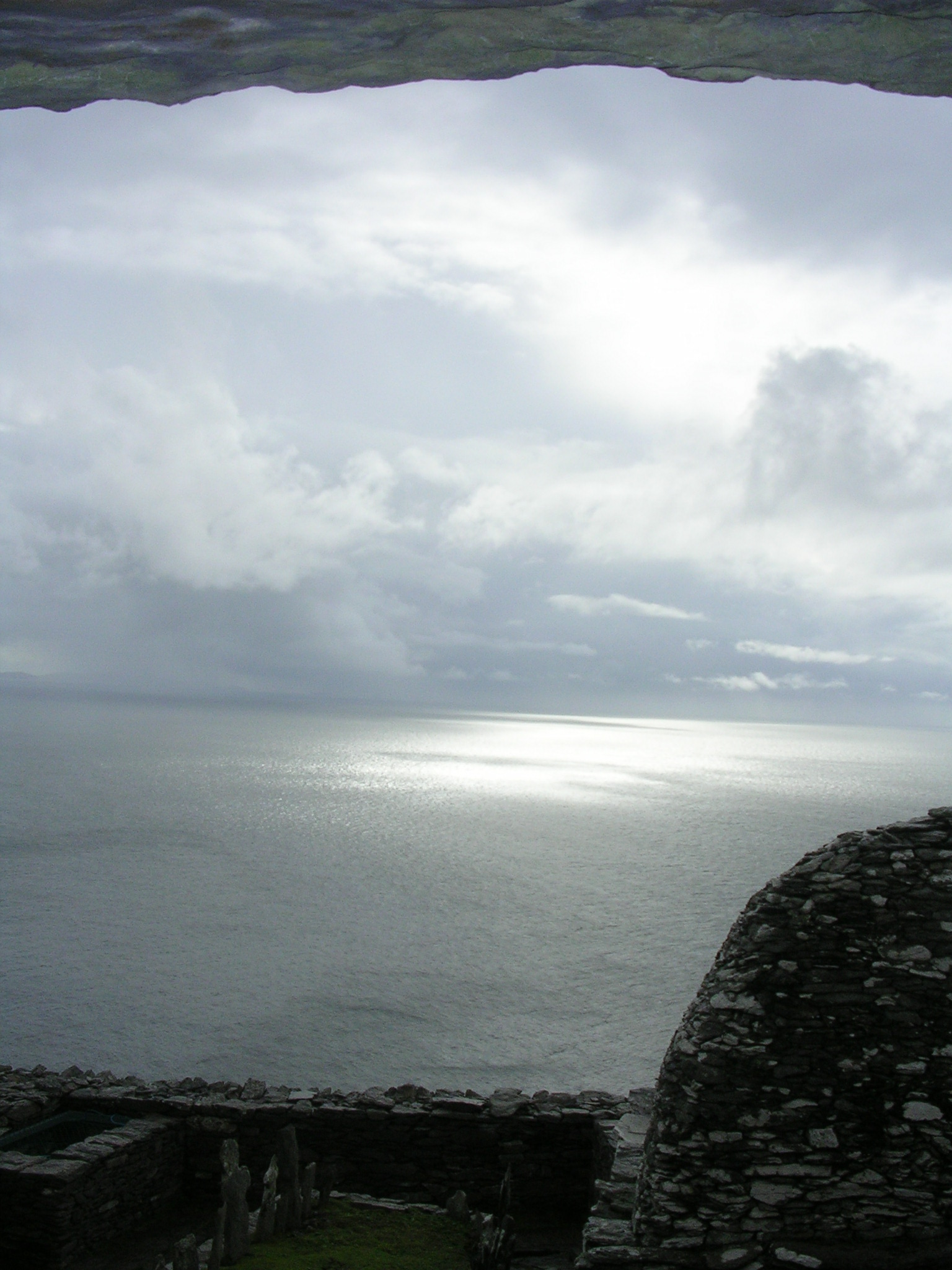
Vista do horizonte a partir do mosteiro.
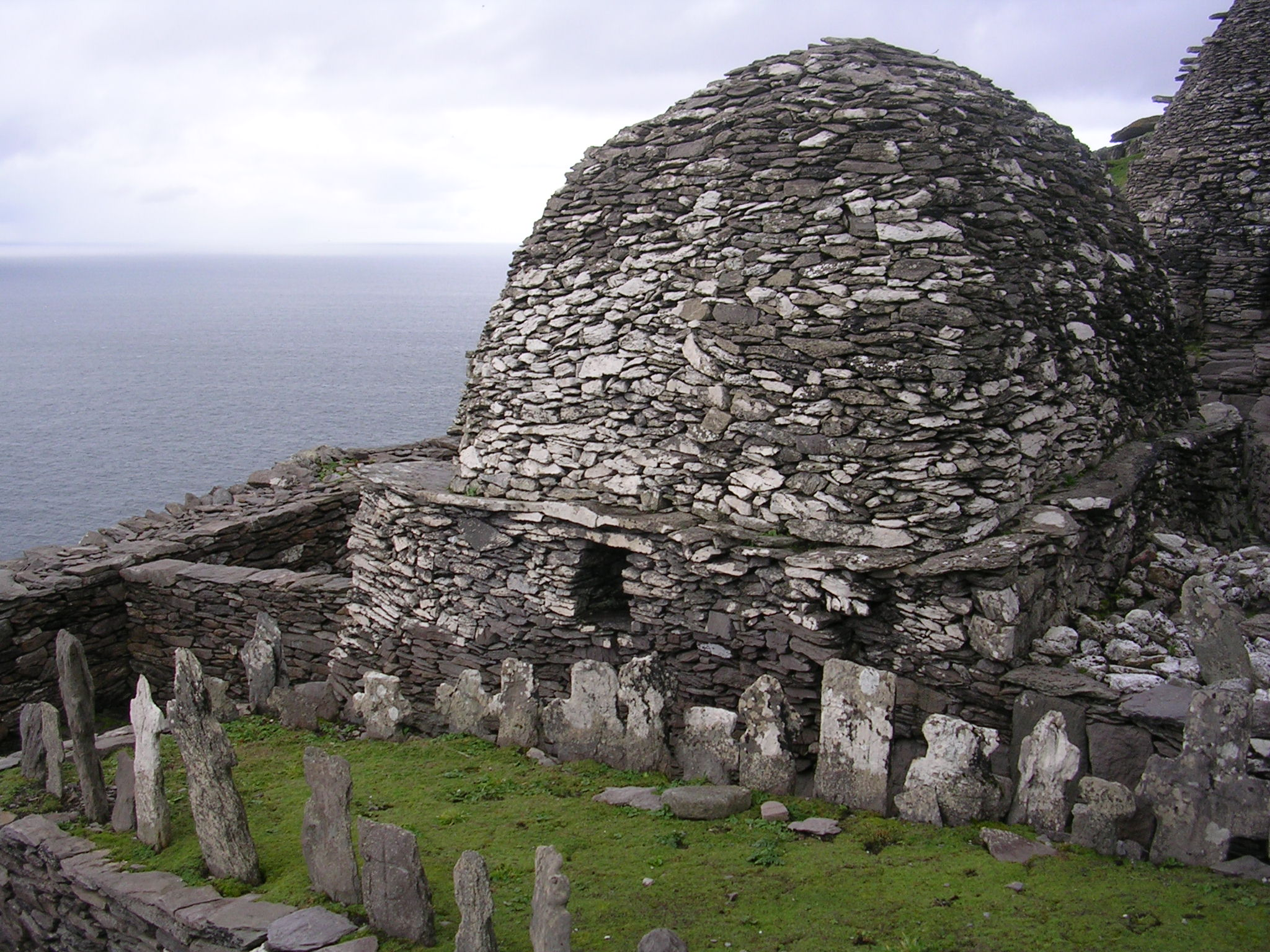
Cemitério dos monges.
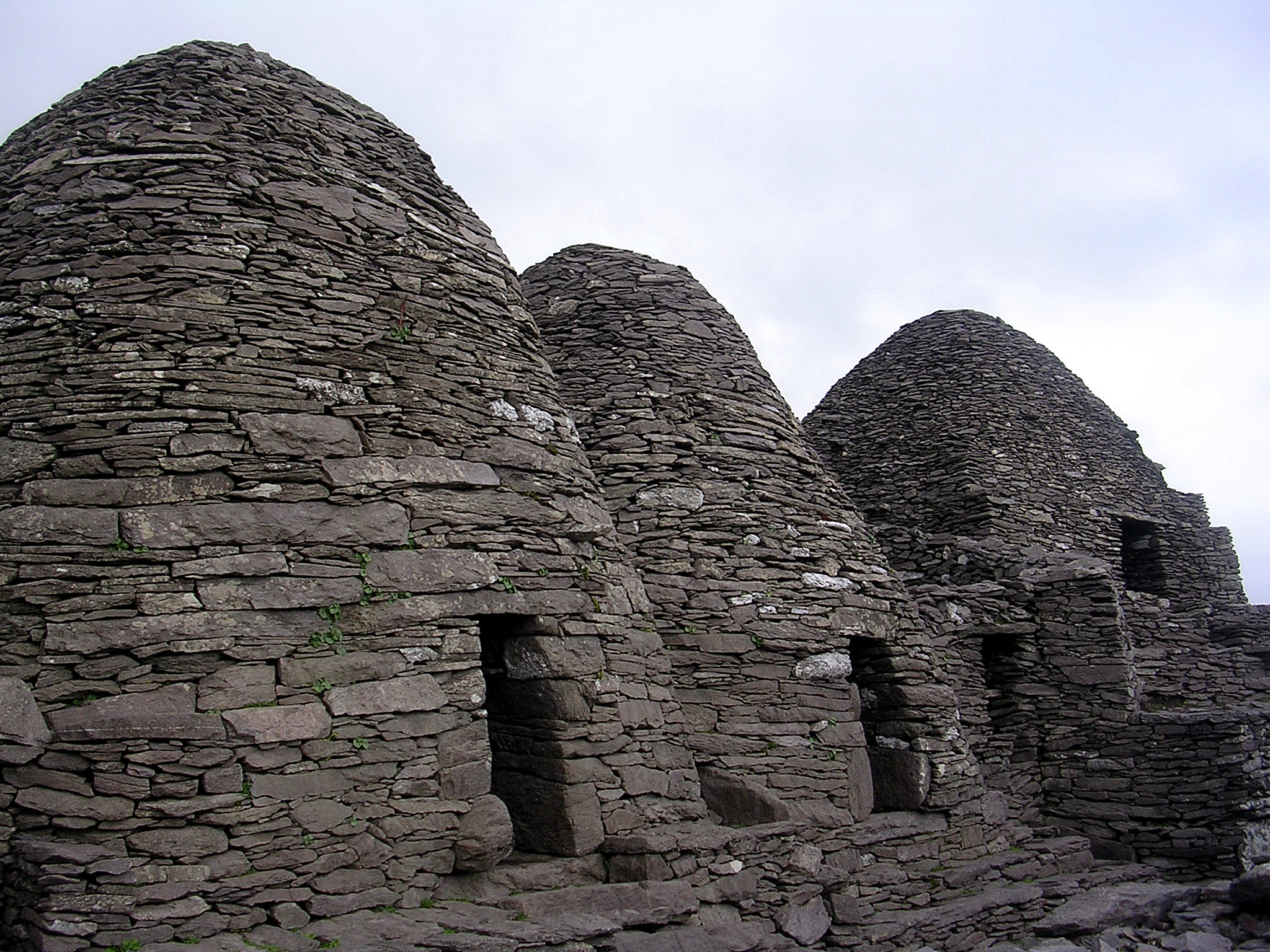
Casas dos monges.
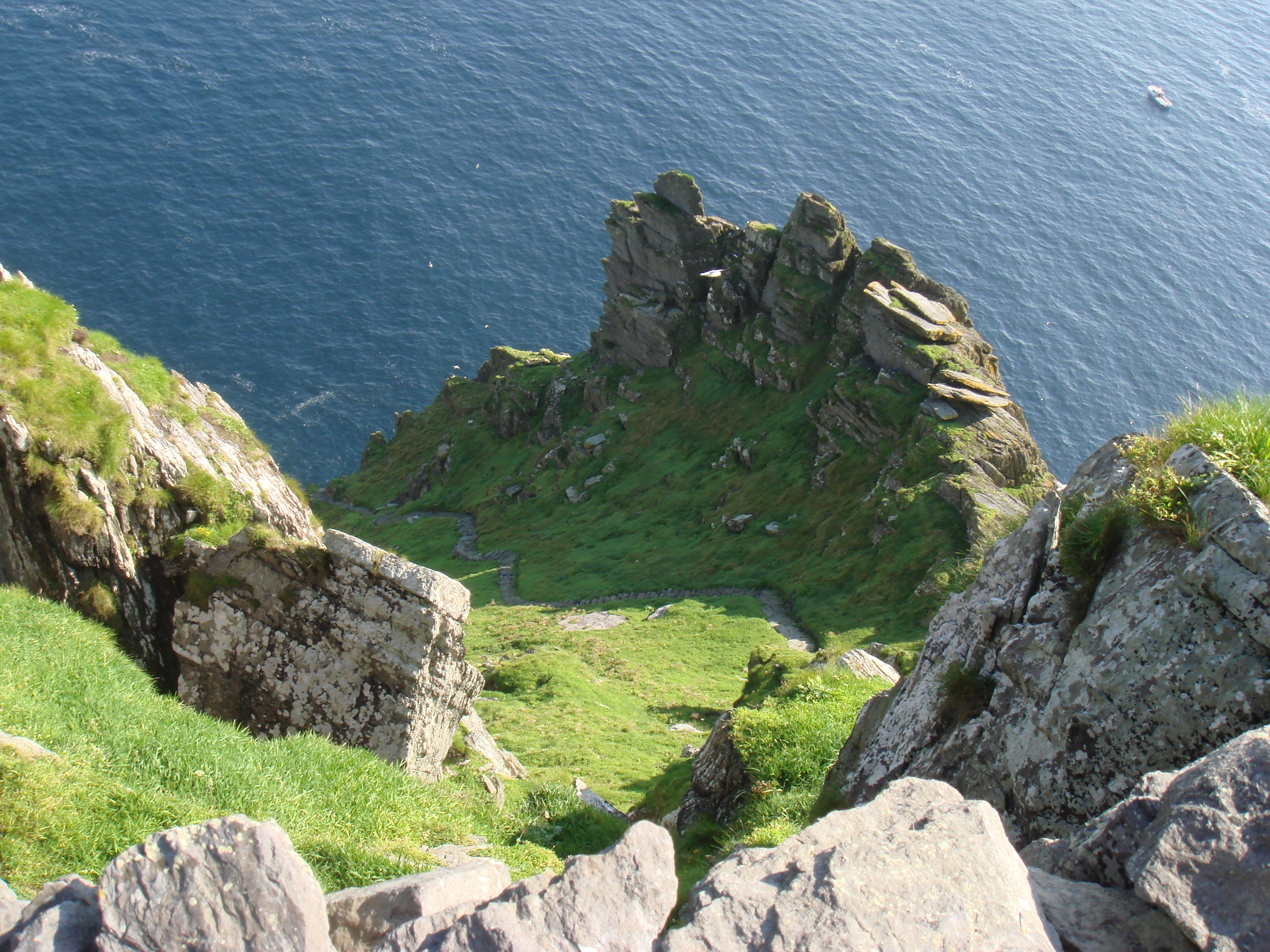
Vista das escadarias
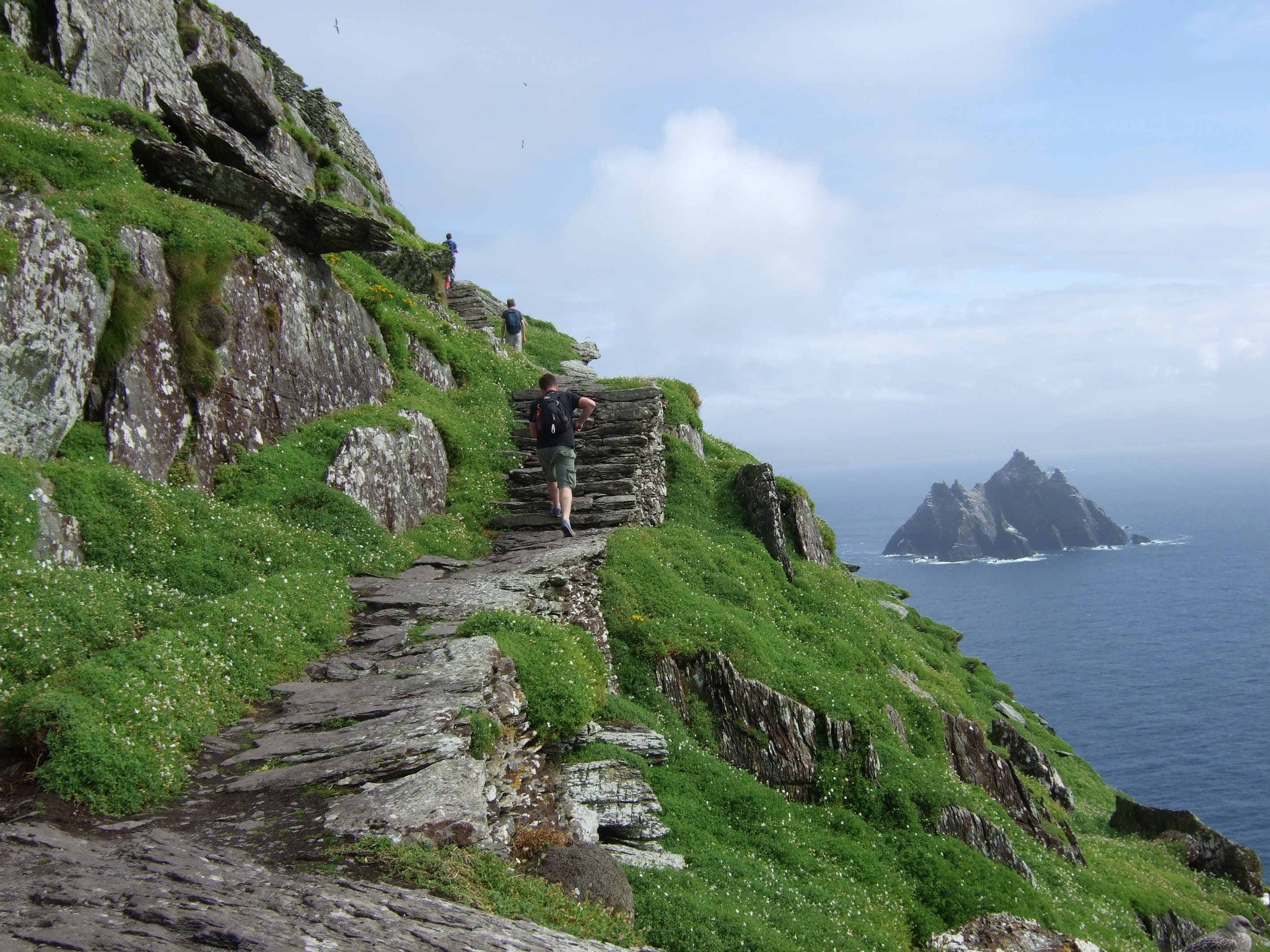
Subida e vista de Sceilg Beag (a ilha pequena)